# Colette Brand
Colette Brand, po mężu Roth (ur. 5 listopada 1967 w Zug) – szwajcarska narciarka, uprawiająca narciarstwo dowolne. Startowała w skokach akrobatycznych na igrzyskach olimpijskich w Albertville, gdzie zajęła 1. miejsce, jednakże konkurencja ta była jedynie sportem pokazowym i medali nie przyznano. Na igrzyskach olimpijskich w Nagano wywalczyła brązowy medal. Na mistrzostwach świata najlepszy wynik osiągnęła podczas mistrzostw w Lake Placid i mistrzostw w Altenmarkt, gdzie zajmowała 7. miejsce w skokach akrobatycznych. Najlepsze wyniki w Pucharze Świata osiągnęła w sezonie 1995/1996, kiedy to zajęła 7. miejsce w klasyfikacji generalnej, a w klasyfikacji skoków akrobatycznych zdobyła małą kryształową kulę.
W 1998 r. zakończyła karierę.
Jej syn, Noé Roth, także został narciarzem dowolnym.

## Osiągnięcia

### Igrzyska olimpijskie
| Miejsce | Dzień     | Rok  | Miejscowość | Konkurencja        | Zwycięzca       |
| ------- | --------- | ---- | ----------- | ------------------ | --------------- |
| 15.     | 13 lutego | 1994 | Lillehammer | Skoki akrobatyczne | Lina Cheryazova |
| 3.      | 18 lutego | 1998 | Nagano      | Skoki akrobatyczne | Nikki Stone     |

### Mistrzostwa świata
| Miejsce | Dzień     | Rok  | Miejscowość | Konkurencja        | Zwycięzca            |
| ------- | --------- | ---- | ----------- | ------------------ | -------------------- |
| 7.      | 16 lutego | 1991 | Lake Placid | Skoki akrobatyczne | Wasilisa Siemienczuk |
| 7.      | 14 marca  | 1993 | Altenmarkt  | Skoki akrobatyczne | Lina Cheryazova      |
| 9.      | 19 lutego | 1995 | La Clusaz   | Skoki akrobatyczne | Nikki Stone          |

### Puchar Świata

#### Miejsca w klasyfikacji generalnej
- sezon 1986/1987: 59.
- sezon 1987/1988: 44.
- sezon 1988/1989: 29.
- sezon 1989/1990: 27.
- sezon 1990/1991: 13.
- sezon 1991/1992: 9.
- sezon 1992/1993: 10.
- sezon 1993/1994: 11.
- sezon 1994/1995: 13.
- sezon 1995/1996: 7.
- sezon 1997/1998: 17.

#### Miejsca na podium
1. Whistler Blackcomb – 13 stycznia 1991 (Skoki akrobatyczne) – 3. miejsce
2. Pyhätunturi – 17 marca 1991 (Skoki akrobatyczne) – 2. miejsce
3. Hundfjället – 21 marca 1991 (Skoki akrobatyczne) – 1. miejsce
4. Zermatt – 11 grudnia 1991 (Skoki akrobatyczne) – 3. miejsce
5. Piancavallo – 15 grudnia 1991 (Skoki akrobatyczne) – 2. miejsce
6. Whistler Blackcomb – 12 stycznia 1992 (Skoki akrobatyczne) – 3. miejsce
7. Montreal – 22 stycznia 1992 (Skoki akrobatyczne) – 3. miejsce
8. Oberjoch – 2 lutego 1992 (Skoki akrobatyczne) – 3. miejsce
9. Inawashiro – 1 marca 1992 (Skoki akrobatyczne) – 3. miejsce
10. Madarao – 5 marca 1992 (Skoki akrobatyczne) – 3. miejsce
11. Madarao – 8 marca 1992 (Skoki akrobatyczne) – 3. miejsce
12. Altenmarkt – 14 marca 1992 (Skoki akrobatyczne) – 3. miejsce
13. Le Relais – 31 stycznia 1993 (Skoki akrobatyczne) – 2. miejsce
14. La Plagne – 26 lutego 1993 (Skoki akrobatyczne) – 2. miejsce
15. La Plagne – 27 lutego 1993 (Skoki akrobatyczne) – 1. miejsce
16. Lillehammer – 28 marca 1993 (Skoki akrobatyczne) – 3. miejsce
17. Piancavallo – 16 grudnia 1993 (Skoki akrobatyczne) – 1. miejsce
18. Breckenridge – 16 stycznia 1994 (Skoki akrobatyczne) – 2. miejsce
19. Hundfjället – 9 lutego 1994 (Skoki akrobatyczne) – 2. miejsce
20. Hasliberg – 13 marca 1994 (Skoki akrobatyczne) – 1. miejsce
21. Tignes – 9 grudnia 1994 (Skoki akrobatyczne) – 3. miejsce
22. Tignes – 17 grudnia 1994 (Skoki akrobatyczne) – 2. miejsce
23. Piancavallo – 21 grudnia 1994 (Skoki akrobatyczne) – 1. miejsce
24. La Plagne – 22 grudnia 1994 (Skoki akrobatyczne) – 1. miejsce
25. Lake Placid – 28 stycznia 1995 (Skoki akrobatyczne) – 1. miejsce
26. Altenmarkt – 10 lutego 1995 (Skoki akrobatyczne) – 2. miejsce
27. Oberjoch – 4 lutego 1995 (Skoki akrobatyczne) – 1. miejsce
28. Hundfjället – 10 marca 1995 (Skoki akrobatyczne) – 1. miejsce
29. Hundfjället – 11 marca 1995 (Skoki akrobatyczne) – 1. miejsce
30. La Plagne – 15 grudnia 1995 (Skoki akrobatyczne) – 1. miejsce
31. Lake Placid – 5 stycznia 1996 (Skoki akrobatyczne) – 3. miejsce
32. Breckenridge – 20 stycznia 1996 (Skoki akrobatyczne) – 3. miejsce
33. Kirchberg in Tirol – 2 lutego 1996 (Skoki akrobatyczne) – 1. miejsce
34. Kirchberg in Tirol – 3 lutego 1996 (Skoki akrobatyczne) – 1. miejsce
35. Oberjoch – 9 lutego 1996 (Skoki akrobatyczne) – 2. miejsce
36. Oberjoch – 10 lutego 1996 (Skoki akrobatyczne) – 1. miejsce
37. La Plagne – 16 lutego 1996 (Skoki akrobatyczne) – 1. miejsce
38. Altenmarkt – 13 marca 1996 (Skoki akrobatyczne) – 1. miejsce
39. Altenmarkt – 16 marca 1996 (Skoki akrobatyczne) – 2. miejsce
40. Breckenridge – 31 stycznia 1998 (Skoki akrobatyczne) – 3. miejsce
41. Tignes – 12 grudnia 1997 (Skoki akrobatyczne) – 2. miejsce

- W sumie 16 zwycięstw, 11 drugich i 14 trzecich miejsc.